# Федирчик, Богдан Николаевич
Богда́н Никола́евич Феди́рчик (укр. Богдан Миколайович Федірчик; род. 9 сентября 1975, Кицмань, Черновицкая область) — украинский футболист, игравший на позиции полузащитника. По завершении карьеры стал тренером

## Биография
В юношеском возрасте попал в состав московского ЦСКА, провёл несколько игр за дублирующий состав клуба во второй лиге чемпионата России. Во время одного из молодёжных турниров, проходивших в Германии, в котором участвовала московская команда, привлёк к себе внимание селекционеров «Ганновера» и был приглашён в немецкий клуб. Был активным игроком молодёжного состава, привлекался в главную команду. В августе 1995 года дебютировал в основном составе, выйдя на замену вместо Уве Хартгена в матче Второй Бундеслиги против «Бохума». Позже провёл ещё одну игру за «Ганновер», в кубке Германии, после чего больше на поле не появлялся.
В 1996 году вернулся на Украину, подписав контракт с кировоградской «Звездой-НИБАС». Дебютировал в чемпионате Украины 12 августа 1996 года, выйдя в стартовом составе в домашнем матче против винницкой «Нивы», в перерыве был заменён Юрием Богдановым. Тем не менее в составе кировоградцев не закрепился, проведя всего 4 игры в чемпионате. Ещё до конца 1996 года вернулся в Германию, где продолжил играть, но уже на любительском уровне. По завершении карьеры вернулся на родину, где стал тренером. Работал в любительских клубах из родной Черновицкой области, а также в черновицкой ДЮСШ «Спарта».